# Raad van Beheer op Kynologisch Gebied in Nederland
Raad van Beheer op Kynologisch Gebied in Nederland är Nederländernas nationella kennelklubb som var en av grundarna den internationella kennelfederationen Fédération Cynologique Internationale (FCI) 1911. Den är de nederländska hundägarnas intresse- och riksorganisation och för nationell stambok över hundraser. Organisationen grundades 1902. Huvudkontoret ligger i Amsterdam.